# جون بروكمان
جون بروكمان (بالإنجليزية: John Brockman)‏ ( ولد في 16فبراير عام 1941 في بوسطن ماساتشوستس ) كاتب أمريكي تخصص في الأدب العلمي وهو مؤسس the edge foundation

## كتب
(2003) الإنسانيون الجدد: العلم عند الحافة

(2002) الخمسون عاما المقبلة
(1970) 37

## روابط إضافية
موقع جون بروكمان

## روابط خارجية
- جون بروكمان على موقع إن إن دي بي (الإنجليزية)